# Carl Scherer
Carl Wendolin Scherrer (* 25. November 1890 in Basel; † 18. März 1953 in Zürich) war ein Schweizer Maler und Gebrauchsgrafiker.

## Leben und Werk
Carl Scherer absolvierte von 1904 bis 1906 eine Lehre als Schrift- und Dekorationsmaler in Basel. Anschliessend hielt er sich bis zum Ausbruch des Ersten Weltkriegs mehrmals in Deutschland auf. Als bekennender Sozialist gestaltete er zahlreiche Plakate für die Arbeiterbewegung und fungierte 1920/21 auch als Herausgeber der kurzlebigen Zeitschrift Werden – Monatsblätter für sozialistische Kultur und Arbeit.
In der Schweiz machte sich Scherer vor allem als Gestalter politischer Plakate einen Namen. Seine Fähigkeiten als Grafiker stellte er den Sozialdemokraten, ab Mitte der 1920er-Jahre auch den Freisinnigen und den in der Schweiz seit 1944 in der Partei der Arbeit organisierten Kommunisten zur Verfügung. Zudem schuf er u. a. Plakate für die Schweizer Mustermesse. Als Maler widmete sich Scherer vor allem der Landschaftsmalerei und dem Stillleben. 
Carl Scherer starb 1953 in Zürich, wo er seit 1944 wohnhaft war.

### Plakate von Carl Scherer

Wahlplakat der Sozialdemokratischen Partei (1919)
Wahlplakat der Freisinnig-Demokratische Partei der Stadt Zürich (1925)
Mustermesse-Plakat (1928)
Reklame für die Forchbahn (1931)
Plakat für eine Ausstellung eigener Plakate (1933)
Wahlplakat der Sozialdemokratische Partei der Stadt Zürich (1938)